# David Silver
David Silver (* 1976) ist ein britischer Informatiker, bekannt als Leiter der Gruppe für Maschinenlernen im Bereich von Software für Spiele bei DeepMind, darunter AlphaGo, AlphaZero.
Silver studierte an der Universität Cambridge mit dem Abschluss 1997 und war dann Mitgründer, CTO und leitender Programmierer der Videospielfirma Elixir Studios. 2004 ging er an die University of Alberta, an der er 2008 bei Richard S. Sutton (und Martin Müller) promoviert wurde (Reinforcement Learning and Simulation-Based Search in Computer Go). Das Thema seiner Dissertation war das Brettspiel Go. Er entwickelte damals (2009) auch Algorithmen für Go-Programme, die auf Meister-Niveau auf kleineren 9x9 Brettern (statt den üblichen 19x19 Brettern) spielen konnten (MoGo mit Sylvain Gelly). 2011 erhielt er eine Royal Society University Research Fellowship und wurde Lecturer und später Professor am University College London, ist dort aber auf unbestimmte Zeit beurlaubt (2021).
Er ist der leitende Programmierer bei DeepMind, einem Spiele-Software-Entwickler, dessen Programm (ein neuronales Netzwerk mit selbstbestätigendem Lernen, Deep Learning) die führenden menschlichen Spieler im Go besiegte. DeepMind wurde von Demis Hassabis, mit dem sich Silver in Cambridge befreundete, Mustafa Suleyman und Shane Legg gegründet und 2014 von Google für 400 Millionen Pfund übernommen. Silver war anfangs Berater bei DeepMind und ab 2013 fest angestellt.
Das um 2014 entwickelte AlphaGo konnte erstmals professionelle menschliche Spieler ohne Vorgabe eines Handicaps besiegen, zuerst den europäischen Go-Spieler Fan Hui im Oktober 2015, dann im April 2016 mit Lee Sedol einen der besten Spieler (9 Dan). Es wurde zu AlphaGo Zero weiterentwickelt, dass nicht von Spielen menschlicher Spieler lernte, sondern vollkommen selbstlernend war. Die Technik wurde in AlphaZero auf weitere Spiele erweitert (wie Schach, Shogi) und in AlphaStar auf StarCraft II angewandt. Er implementierte auch mit anderen eine Version von Q-Learning (Deep Q-Network) bei DeepMind, einem Maschinenlernprogramm das seinen Input über hochdimensionale Sensordaten erhält. Das wurde auf Videospiele von Atari angewandt.
2021 gelangen DeepMind auch Durchbrüche beim Proteinfaltungsproblem mit Hilfe von Maschinenlernen (AlphaFold).
2019 erhielt er für Durchbrüche im Computerspiel-Bereich den ACM Prize in Computing. 2021 wurde er Fellow der Royal Society. Er erhielt die Silbermedaille der Royal Academy of Engineering und den Marvin Minsky Award. Er gehört zu den hochzitierten Wissenschaftlern in der Informatik. 2022 war er eingeladener Sprecher auf dem Internationalen Mathematikerkongress (Simulation based search).